# مولاناوا (سقز)
قرية مولاناوا (بالكردية: مەولاناوا) هي إحدى القرى التابعة لـخورخوره في ريف قسم زيويه من مقاطعة سقز، في محافظة كردستان الإيرانية.

## السكان
حسب إحصاءات سنة 2006، بلغ إجمالي السكان في مولاناوا 611 نسمة وعدد المساكن 124 مسكن. لغة سكان مولاناوا هي اللغة الكردية و هم من أهل السنة والجماعة والمذهب الشافعي.